# Ornithodoros gurneyi
Ornithodoros gurneyi är en fästingart som beskrevs av Warburton 1926. Ornithodoros gurneyi ingår i släktet Ornithodoros och familjen mjuka fästingar. Inga underarter finns listade i Catalogue of Life.